# Kaas

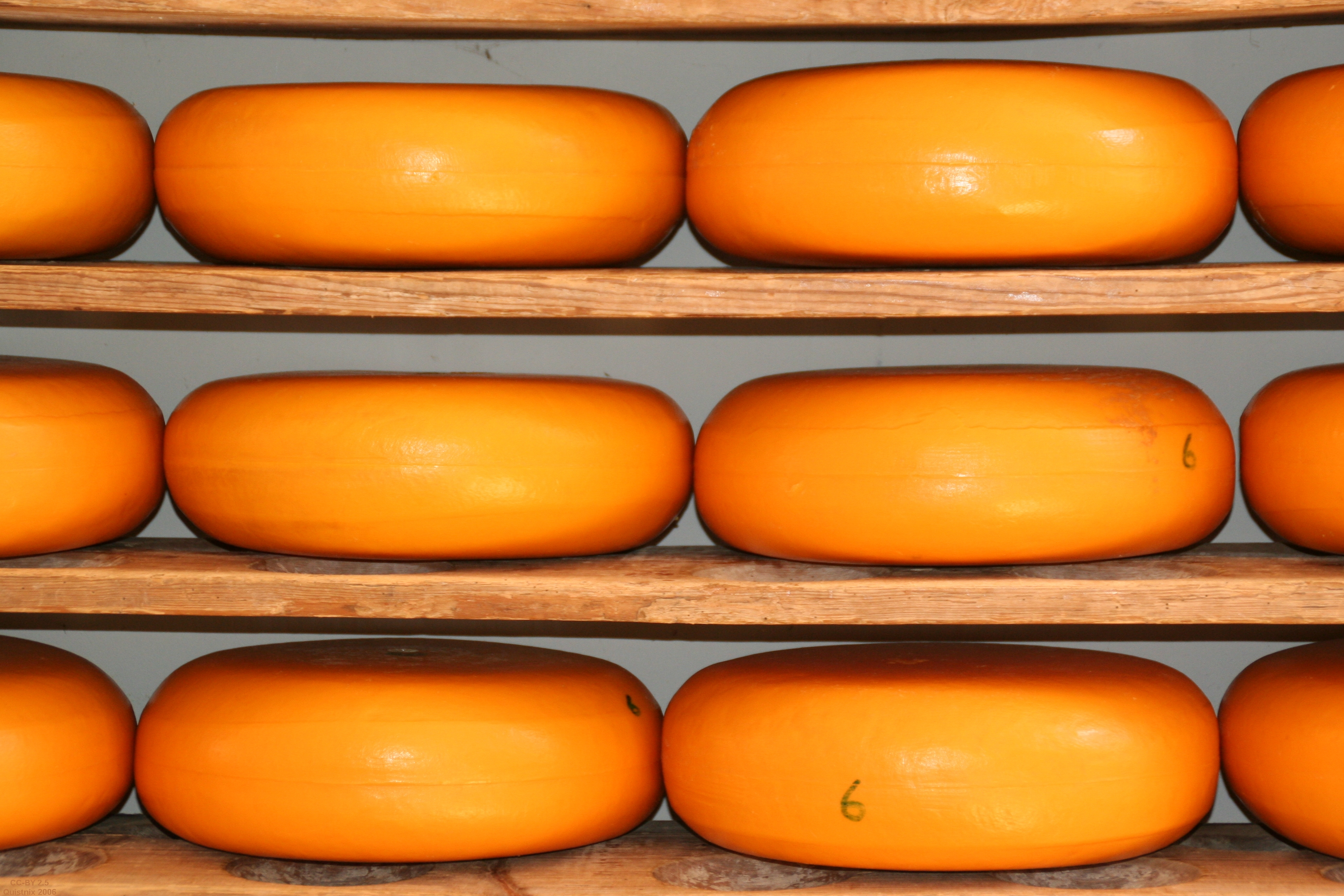
Nederlandse kazen

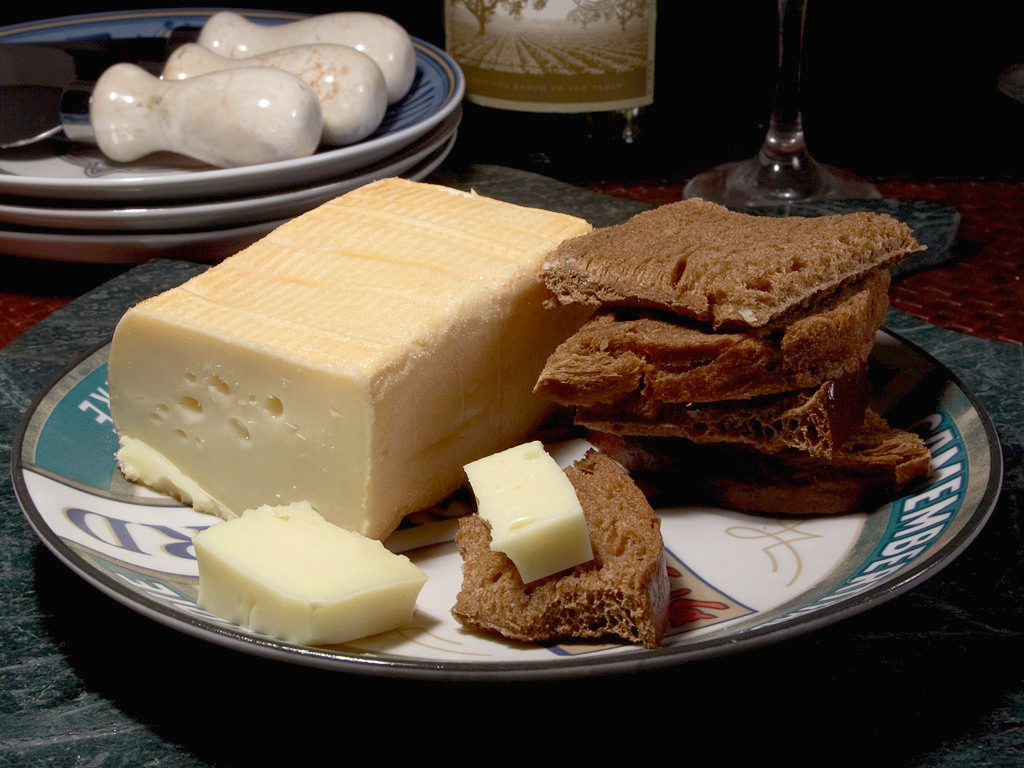
Limburgse kaas

Kaas is een zuivelproduct met een vaste structuur dat gemaakt is van melk. Door het toevoegen van stremsel en zuursel worden de vaste stoffen in de melk (eiwitten - caseïne, vetten en mineralen) gescheiden van het vocht (de wei). Voorts wordt zout en eventueel schimmels toegevoegd tijdens de bereiding van kaas. Het Nederlandse woord voor kaas stamt van het Latijnse caseus, dat dezelfde betekenis heeft.
Kaas bevat, naast de hoofdbestanddelen dierlijk vet en eiwit, calcium en vitamines A, B en D. Studies hebben uitgewezen dat kaas waarschijnlijk gezond is voor de tanden.
Kaas wordt een 'levend' voedsel genoemd omdat er miljoenen bacteriën in leven en vaak ook schimmels. In bepaalde kazen zoals de Mimolette en Stilton bevindt zich de kaasmijt die gaten en spleten in de kaas vreet. Een andere soort kaasmijt wordt gebruikt bij de productie van de kwarkkaas Milbenkäse of 'mijtkaas'. De kaasvlieg komt voor in Casu marzu.

## Kaassoorten
Kaas wordt gemaakt van de melk van bijna alle gedomesticeerde herbivoren, dat is in verreweg de meeste gevallen van koe-, geiten- en schapenmelk. Verder wordt kaas ook gemaakt van buffel-, paarden-, kamelenmelk, rendierenmelk en jakmelk.
Kaas kan op vele manieren worden ingedeeld. De hoofdingrediënten van kaas zijn vocht, caseïne (een eiwit) en vet. Een indeling op vochtgehalte leidt tot drie hoofdtypen, harde (geperste) kazen, zachte (ongeperste) kazen en smeerkaas.
Er is rauwmelkse kaas en kaas die gemaakt is van gepasteuriseerde melk. Rauwmelkse kaas kan de listeria bacterie bevatten, die gevaarlijk kan zijn voor zwangere vrouwen.
Kazen verschillen in rijpingsduur. Sommige kazen, zoals cottage cheese, worden geheel niet gerijpt. Andere typen rijpen meerdere jaren, zoals de Italiaanse Asiago d' Allevo. Door langer te rijpen wordt de kaas steeds harder. 
De Nederlandse kaas kan qua vetpercentage worden ingedeeld. In onderstaande tabel gelden de getallen voor jonge kaas van vier weken oud. Het zogeheten +getal is het vetpercentage in de droge stof. 
| type             | voorbeeld   | water | droge stof | vet | rekenvoorbeeld                       |
| ---------------- | ----------- | ----- | ---------- | --- | ------------------------------------ |
| 60+ Roomkaas     |             | 40%   | 60%        | 36% | bevat 60% × 60% droge stof = 36% vet |
| 48+ Volvette     | NH Speciaal | 42%   | 58%        | 28% | bevat 48% × 58% droge stof = 28% vet |
| 45+ Minder vette | Maasdammer  | 43%   | 57%        | 26% | bevat 45% × 57% droge stof = 26% vet |
| 40+ Minder vette | Edammer     | 44%   | 56%        | 23% | bevat 40% × 56% droge stof = 23% vet |
| 35+ Vetarme      | Lightkaas   | 46%   | 54%        | 19% | bevat 35% × 54% droge stof = 19% vet |
| 30+ Vetarme      | NH Vetarme  | 47%   | 53%        | 16% | bevat 30% × 53% droge stof = 16% vet |
| 20+ Magere       |             | 47%   | 53%        | 11% | bevat 20% × 53% droge stof = 11% vet |

### Harde (geperste) kazen
- Onverhitte geperste kaas, rauwmelkse kaas waarbij de gestremde melk geperst wordt en vervolgens gerijpt.
- Halfverhitte geperste kaas.
- Verhitte geperste kaas, Waarbij de gestremde melk eerst verhit wordt tot boven de 50 °C, vervolgens geperst en daarna gerijpt.

### Zachte (ongeperste) kazen
Kaas waarbij het oppervlak wordt gewassen met een bepaald mengsel (bijvoorbeeld van polyvinylacetaat en natamycine), dat tijdens het rijpen een korst doet ontstaan en waarbij men de volgende typen kan onderscheiden:
- Witschimmelkaas of witte korstkaas.
- Gewassenkorstkaas of roodbacteriekaas.
- Natuurlijke korstkaas door de samenstelling van de melk voornamelijk geitenkaas, waarbij de korst zich zonder menselijk toedoen tijdens de rijping vormt.
- graskaas

### Korstloze kazen
- Verse kaas of smeerkaas (bijvoorbeeld Boursin).
- Geknede kaas (bijvoorbeeld Mozzarella).

### Toegevoegde smaken
Aan kaas worden soms smaakstoffen toegevoegd, zoals komijn, kruidnagel. Roken van de kaas geeft ook een andere smaak. Schimmels en bacteriën kunnen kaas ook een speciale smaak geven.

### Structuur
De kleine gaten in bijvoorbeeld Goudse kaas worden veroorzaakt door het omzetten van citraat (uit de melk) door melkzuurbacteriën. Grote gaten in kaas, zoals in een Emmenthaler, worden veroorzaakt door de afbraak van lactaat door propionzuurbacteriën. In beide gevallen veroorzaakt de productie van het gas koolstofdioxide gaten.

## Geschiedenis
Een theorie met betrekking tot de ontdekking van het productieproces van kaas is dat het zo'n zesduizend jaar geleden bij toeval is ontdekt door nomaden. Melk werd vaak bewaard in varkens- of rundermagen en als deze werden meegenomen, werd de melk voortdurend heen en weer geschud. Tijdens zo'n tocht kunnen de enzymen die van nature in de kalvermaag (de maagwand) zitten de zure melk veranderen in een vast (kaas) en vloeibaar (wei) gedeelte.
In 2011 werd ontdekt dat al 7000 jaar geleden kaas werd bereid in Polen, nadat men in potten na chemische analyse melkvetten had gevonden. Het betrof potten die doorboord waren geweest met strootjes tijdens het bakken, waardoor een zeef was ontstaan.

### Nederland
In de vroege geschiedenis werd in Nederland al kaas gemaakt. Dit blijkt uit gevonden aardewerk potjes uit ± 800 v.Chr. met gaatjes, waarin de wrongel uitlekte en kon drogen. In zijn boek 'De bello Gallico' uit 57 v.Chr. schreef Julius Caesar dat door de Germanen kaas werd gegeten. De provincies Noord-Holland, Zuid-Holland en Friesland zijn door de natte bodem het meest geschikt voor het houden van melkvee. In de middeleeuwen werd al Nederlandse kaas naar het buitenland geëxporteerd. Nederland wordt vanaf de Gouden Eeuw (1600-1700) in het buitenland bekend als kaasland.
Vroeger werd kaas door meestal de boerinnen zelf op de boerderij gemaakt. Eind 19e eeuw kwamen zuivelfabrieken op. Vooral in veenweidegebieden van Zuid-Holland en Utrecht zijn nog boerderijen waar kaas wordt gemaakt. Begin 21e eeuw waren er in heel Nederland ongeveer 500.
De Alkmaarse waag functioneert vanaf 1581 als kaaswaag. De kaas werd vaak per schip aangevoerd. Het gilde van de kaasdragers bestaat sinds 1619. De kaasmarkt van Alkmaar is tegenwoordig uitsluitend een toeristische attractie.

### Het alpiene gebied
Kaas uit het Alpiene gebied werd voor het eerst door de Romeinse historicus Plinius de Oudere in de eerste eeuw genoemd. Hij beschreef de "Caseus Helveticus", de kaas van de Helvetiërs, die in die tijd het grondgebied van het huidige Zwitserland bewoonde. De vroegste middeleeuwse bronnen die het kaasproductieproces beschrijven, dateren van 1115 in de Zwitserse regio Gruyère, terwijl kaasmaken in het Emmental voor het eerst in 1273 is gedocumenteerd. Eeuwenlang werd voornamelijk huttenkaas uit zure melk geproduceerd. Pas in de 15e eeuw werd ten noorden van de Alpen stremsel gebruikt voor de productie van harde kaas. Deze kaas was veel langer houdbaar dan de kwarkachtige huttenkaas en daarom populair als voorraad.
Het waren de Kelten die de alpiene regio voor het eerst in contact brachten met veeteelt en alpiene landbouw (zie Alpine transhumance). Vanaf 15 v. Chr. occupeerden de Romeinen de Alpen. Ze gebruikten alpenweiden en oefenden al professionele alpiene kaasmakerij uit. Na de val van het Romeinse Rijk bevolkten in de 5e eeuw de Alemannen het Bregenzerwald in de huidige Oostenrijkse deelstaat Vorarlberg. Van de Romeinen namen de Alemannen de kennis over met betrekking tot de kaasmakerij. Zij rooiden veel bos voor weidegronden, stichtten Alpgenossenschaften ("alpcoöperaties") en riepen Allmenden (gemeenschappelijke weiden) in het leven. In de 9e eeuw werd in het kader van kerkelijke feesten in kaas en reuzel gehandeld. De kloosters namen toen deel aan de kaasmakerij. De Zwitsers maakten ook de bekende droge fijngemalen magere strooikaas met Alpenkruiden, zoals door de kaasmakerij Geska, opgericht in 1463. De tweede helft van de 19de eeuw was de tijd van de "Kaasgraven": export- en importmonopolisten die melk opkochten en verkaasden, terwijl de boeren in armoede leefden.

## Kaasbereiding in Nederland
Bij fabrieksmatige productie wordt de kaas als eerste stap gestandaardiseerd in vet- en eiwitgehalte. Bij de productie van boerenkaas blijft dat achterwege. Er wordt een kleine hoeveelheid calciumchloride (CaCl2) toegevoegd om de structuur te verbeteren.
De volgende stap is het toevoegen van zuursel aan de melk. Het zuursel bevat de melkzuurbacterie Lactococcus, de 'bolvormige melkbacterie'. Door het zuursel wordt de pH van de melk verlaagd. De melkzuurbacterie zet de suiker die van nature in melk voorkomt - lactose - met behulp van het enzym lactase om in melkzuur.
Er bestaan verschillende types zuursel, met mesofiele of thermofiele bacteriën, die hun optimale werking doen bij een temperatuur van respectievelijk 25-40 en 50 oC.
Daarna wordt stremsel toegevoegd. Hierdoor gaan de eiwitten, vooral het caseïne, in de melk samenklonteren (coaguleren), waarbij het vet en vocht ingesloten wordt. Zo ontstaat de wrongel. Dit proces duurt ca. 30 minuten. Stremsel wordt gewonnen uit de maaginhoud van jonge (geslachte) dieren, bijvoorbeeld kalveren. Kaas die is bereid met dierlijk stremsel wordt daarom over het algemeen niet gegeten door vegetariërs. Er zijn echter wel alternatieven voor dierlijk stremsel, zoals microbieel stremsel. 
De wrongel wordt voor een volgende stap met messen geroerd en gesneden in stukken van ongeveer 0,5 cm3. Daarbij komt via een proces dat synerese genoemd wordt de eerste portie vloeibare wei vrij. Om de synerese te bevorderen wordt nog wat warm water toegevoegd, waarmee de wrongel wordt gewassen. De wei druipt daarna verder van de wrongel door deze op een zeef te laten uitlekken. Bij sommige soorten kaas wordt nitraat toegevoegd, om de groei van boterzuurbacteriën te voorkomen. Het zout heeft een functie in de conservering van de kaas. 
De witte, nog slappe wrongel die maar enkele uren was geperst werd vooral vroeger in Amsterdam gegeten als meikaas.  Meikaas is nauwelijks meer verkrijgbaar, omdat er slechts enkele liefhebbers van zijn.
De wrongel wordt in een vat gedaan en verder samengeperst, waarbij opnieuw wei vrijkomt. Het persen duurt 60-90 minuten, bij een druk tot 5 bar. Vervolgens wordt de wrongel in zout water gedompeld (het zogenaamde pekelbad met 18-23 % zout), waarbij nog wat wei vrijkomt. Het zout dat in de kaas dringt, bevordert de korstvorming, de stevigheid, de smaak en ook de houdbaarheid. Het pekelen kan enkele uren tot een paar dagen duren. Een fabriekskaas blijft langer in de pekel liggen dan een echte boerenkaas; daardoor verliest de fabriekskaas meer vocht en wordt zouter. Een Goudse fabriekskaas zit op ongeveer 3,5% zout, een fabriekskaas met '25% minder zout' (zoals Maaslander) op ongeveer 2,5% en een boerenkaas op ongeveer 2%.
Kaas gemaakt van koemelk is van nature geel, door de in het melkvet aanwezige caroteen, die niet door de spijsvertering van de koe wordt afgebroken. In graskaas zit meer caroteen dan in hooikaas. Om altijd dezelfde kleur kaas te leveren wordt de kleurstof anatto toegevoegd aan kaas die anders te bleek van kleur zou zijn. Geitenkaas is altijd wit, omdat geiten het caroteen volledig omzetten in het vrijwel kleurloze vitamine A. Schapenkaas heeft een lichte gele kleur, omdat schapen de caroteen niet helemaal afbreken.

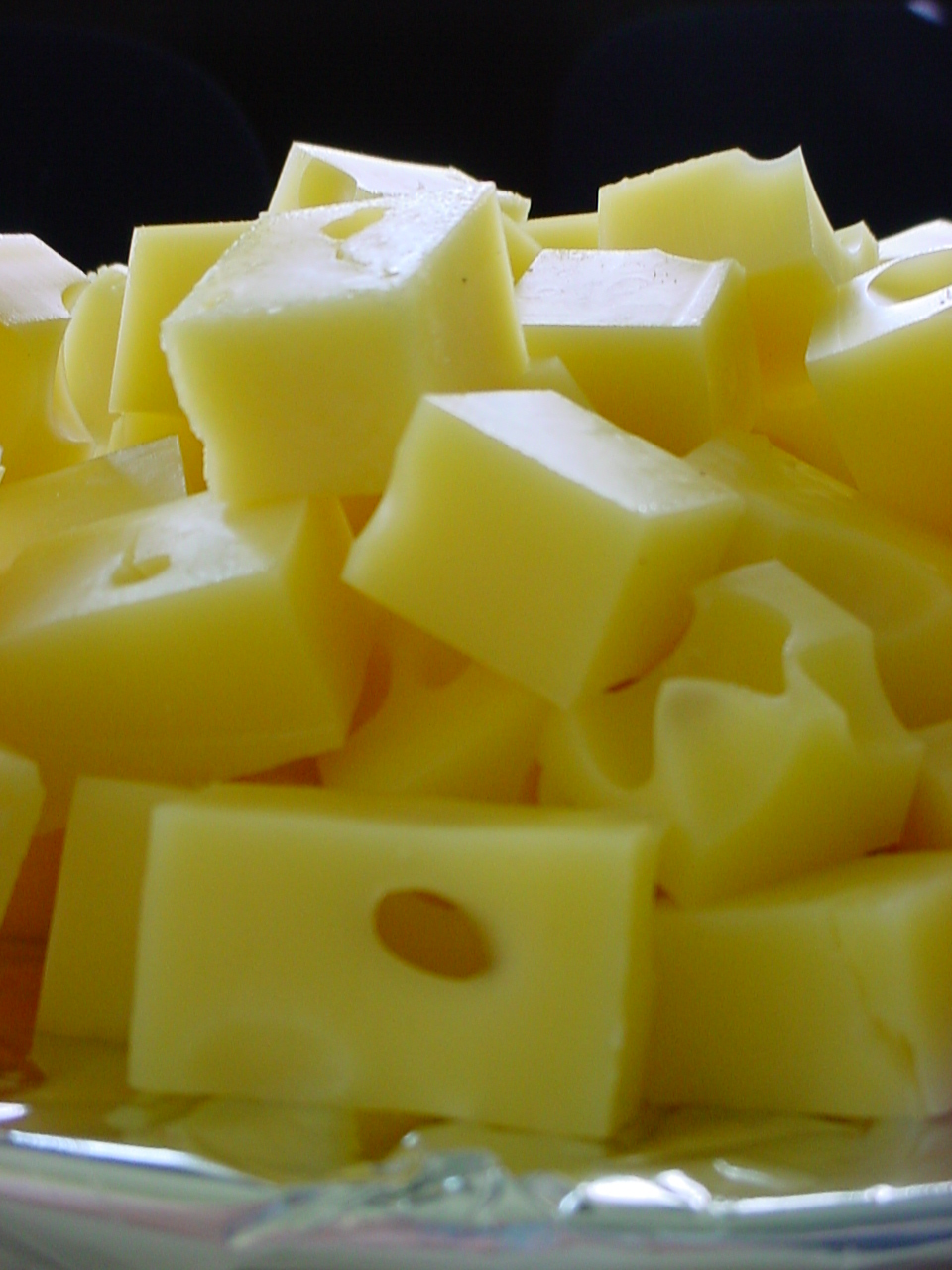
Blokjes kaas

#### Vorm
Het merendeel van de Nederlandse kazen heeft een ronde vorm en een afgeplatte onder- en bovenkant. Er worden ook rechthoekig 'blokkazen' gemaakt met ronde zijkanten als zogenaamde hotelkaas of snijkaas, door de wrongel in plaats van in een rond vat in een rechthoekig vat te gieten. Deze kazen worden door fabrieken, maar ook op enkele grote, zelfkazende boerderijen gemaakt. Door deze blokkaas in de lengte door te snijden, worden twee delen verkregen die elk een ronde kant bezitten. Van elk deel kunnen gelijke plakken met een gelijke dikte worden gesneden, wat bij een ronde kaas niet mogelijk is. De rijping van deze kazen vindt op dezelfde wijze plaats als bij de ronde, maar door een natuurlijk proces zullen in tegenstelling tot de ronde kazen, de zoutconcentraties in de hoeken hoger zijn dan in het midden. Van de blokkazen is er een variant, die geheel zuurstofloos in plastic wordt geseald en scherpe randen en hoeken heeft. Deze kaas heeft de minste kwaliteit, doordat rijping vrijwel uitblijft en de smaak door gebrek aan zuurstof niet kan ontwikkelen.

#### Rijping
De kaas is na het pekelbad nog slap en heeft weinig smaak. Door de kaas te laten rijpen wordt ze steviger. Voor het rijpen wordt de kaas vaak omhuld met paraffine of met kaasplastic. Deze omhulling bevat natamycine en pimaricine, stoffen die de groei van schimmels tegengaan.
De rijping duurt vier weken tot één jaar. Hoe langer de kaas rijpt, des te meer aroma's (smaak) worden gevormd. Om de rijpingstijd van een kaas aan te geven, bestaan er verschillende termen. Deze termen zijn weergegeven in de onderstaande tabel.
| Benaming      | Rijpingstijd       |
| ------------- | ------------------ |
| Jonge kaas    | 4 weken            |
| Jong belegen  | 8–10 weken         |
| Belegen       | 16–18 weken        |
| Extra belegen | 7–8 maanden        |
| Oude kaas     | 10–12 maanden      |
| Overjarig     | 12 maanden of meer |

Tijdens het rijpen, dat over het algemeen bij een temperatuur van 12-20 graden gebeurt in kaaspakhuizen, moet de kaas regelmatig gedraaid worden. Dit gebeurt de eerste weken dagelijks, en daarna langzamerhand minder. Het doel van het draaien is ervoor te zorgen dat het vocht en het zout zich egaal door de kaas verspreiden. Tijdens het rijpen verdampt een deel van het vocht en worden de eiwitten deels afgebroken. Ondanks het regelmatig draaien is de kaas direct onder de korst zouter en droger dan in het midden. Bij het keren van de kaas wordt deze ingewreven met een papje bestaande uit gele kleurstof en zout. Daardoor wordt kaas naarmate hij ouder wordt steeds geler en zouter. In overjarige kaas treft men daarom vaak zoutkristallen aan. 
Tijdens het rijpingsproces ontstaan gaten in de kaas, die worden veroorzaakt door de uitzetting van het "laatgas". In Nederlandse kaas zitten meestal weinig gaten. Diverse kaassoorten worden bereid met hulp van schimmels die door de kaas heen (blauwschimmelkaas) of op de korst (witschimmelkaas) worden aangebracht.
Om kaas een specifieke smaak te geven, wordt tijdens de bereiding soms gebruikgemaakt van kruiden en specerijen, zoals komijn, kruidnagel, mosterd, sambal, pesto, rucola, bieslook, brandnetel of fenegriek.
Enkele certificeringen voor duurzaam geproduceerde kaas zijn het EKO-keurmerk en het keurmerk Erkend Streekproduct.
Enkele cijfers
Tien liter melk levert één kilogram (Goudse) kaas op.

In Nederland produceerde men begin 21e eeuw per jaar zo'n 660 miljoen kilogram kaas, het leeuwendeel in grote fabrieken. Hiervan werd 498 miljoen kilo geëxporteerd, vooral naar Duitsland (194), België (57) en Frankrijk (50). De Nederlanders zelf aten per hoofd van de bevolking 14,6 kilo kaas per jaar; voor de totale bevolking komt dit neer op 248 miljoen kilogram.

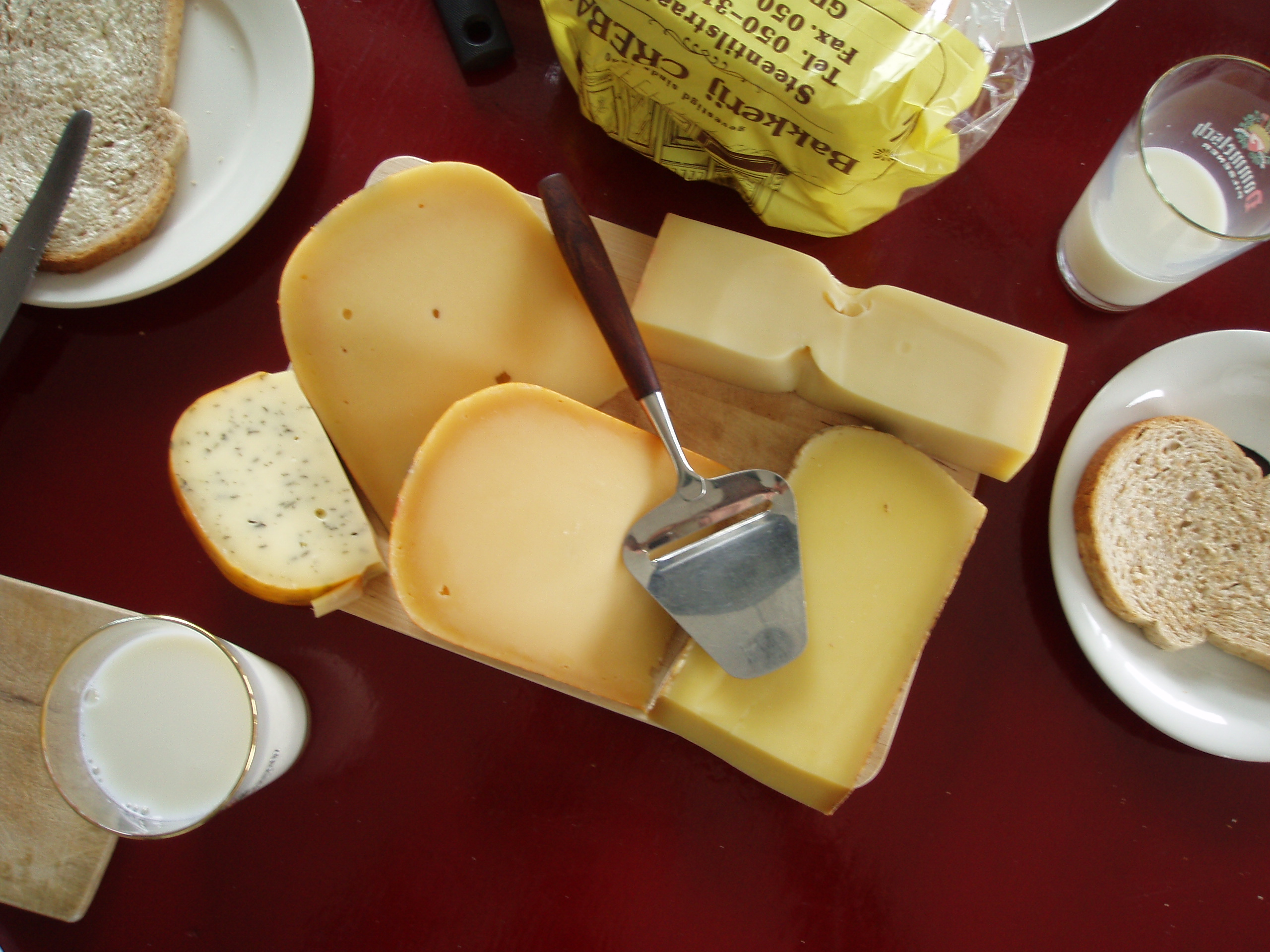
In Nederland is kaas op de boterham zeer gebruikelijk

## Kazen per land

#### Nederland
- Boerenkaas - Kaas gemaakt van melk die direct op de kaasboerderij is verkregen. Deze kaas heeft door zijn ambachtelijke bereidingswijze en rijpingsproces een karakteristieke smaak. Boerenkaas wordt gemaakt van rauwe, dat wil zeggen niet gepasteuriseerde melk. Dit in tegenstelling tot fabriekskaas, waarvoor de melk eerst gepasteuriseerd moet worden.

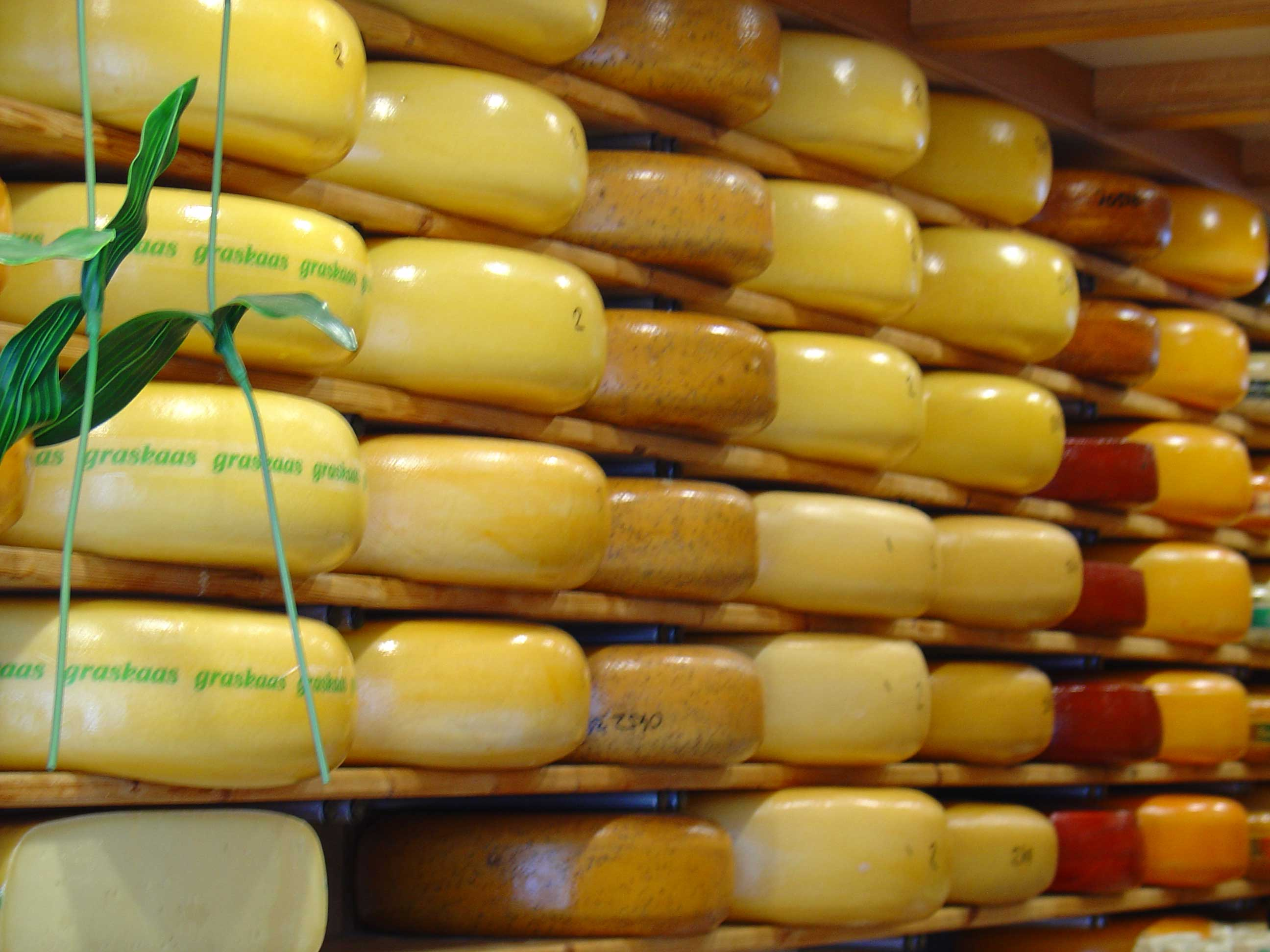
Diverse Hollandse kazen in een winkel te Gouda

- Edammer kaas - Kaas in kleine bollen van circa 1,7 kilogram.
- Friese nagelkaas - Een kaas waaraan kruidnagels zijn toegevoegd. Deze kaas komt het best tot zijn recht met een pittige smaak (minimaal belegen). De vorm is een wiel, met een afgeplatte kant.
- Goudse kaas - de meest bekende en gegeten kaas. De vorm is een wiel van ca. 15 kg.
- Graskaas - Jonge kaas die gemaakt wordt van de melk die de koeien geven als ze in het voorjaar weer naar buiten gaan.
- Hervekaas (of Rommedoe in Maastricht, Limburger Cheese in Amerika).
- Hooikaas - Kaas uit de winterperiode, die minder wordt gewaardeerd dan graskaas.
- Kernhem
- Kollumer kaas
- Leerdammer
- Leidse kaas - Deze kaas wordt gemaakt uit gedeeltelijk afgeroomde melk met toevoeging van karnemelk en stremsel. Door de wrongel wordt komijnzaad gemengd.
- Meikaas - Nog niet gerijpte, daardoor nog witte, kaas.
- Noord-Hollandse kaas - Streekkaas uit Noord-Holland die door zijn oorspronkelijke bereidingsproces een smeuïger structuur heeft en een wat zoetere en fruitiger smaak dan gewone Goudse kaas. Noord-Hollandse kaas is een van de weinige Nederlandse kazen waar de Europese Unie een “Beschermde Oorsprong Benaming” aan heeft toegekend.

#### België

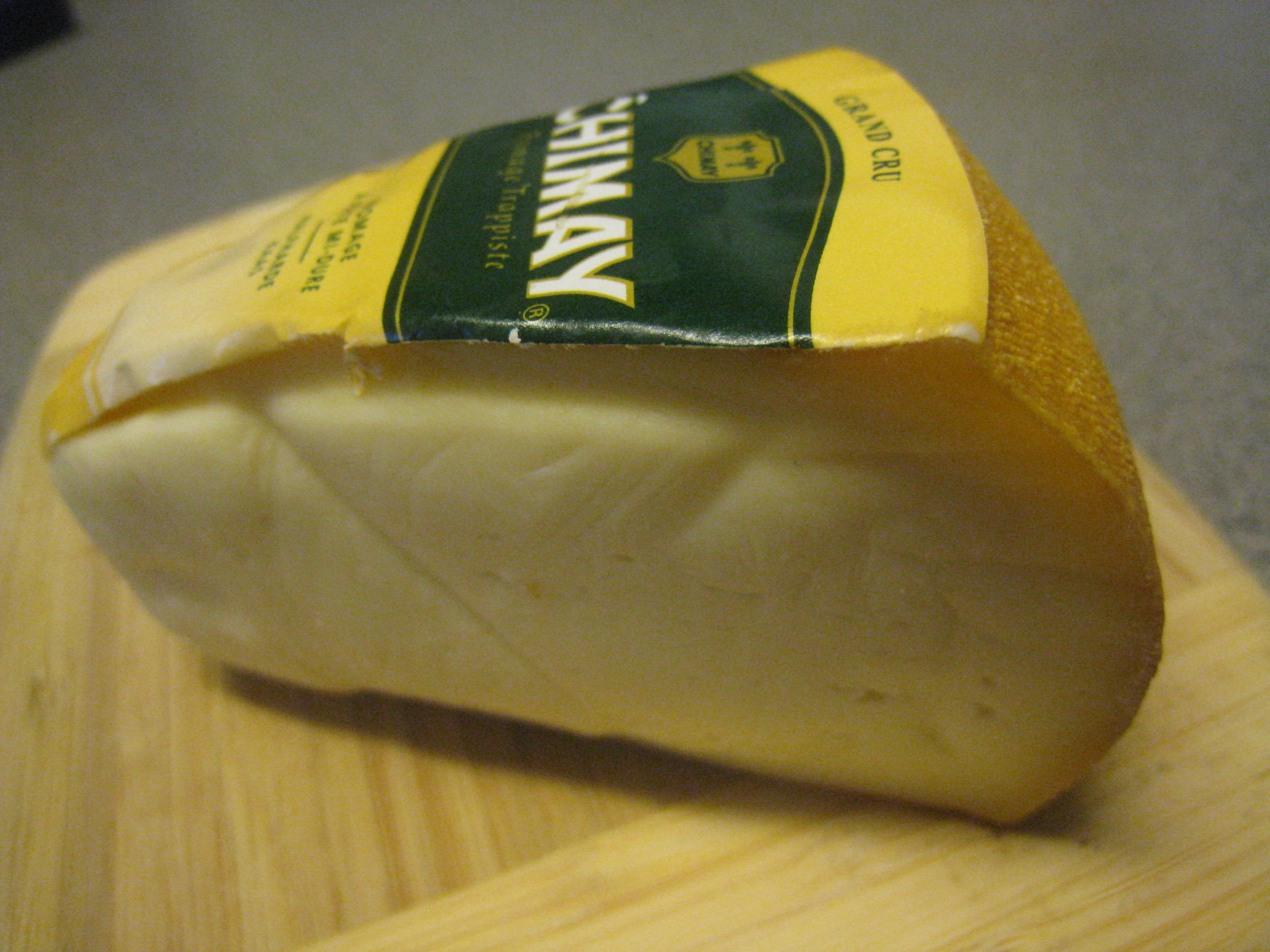
Chimay grand cru

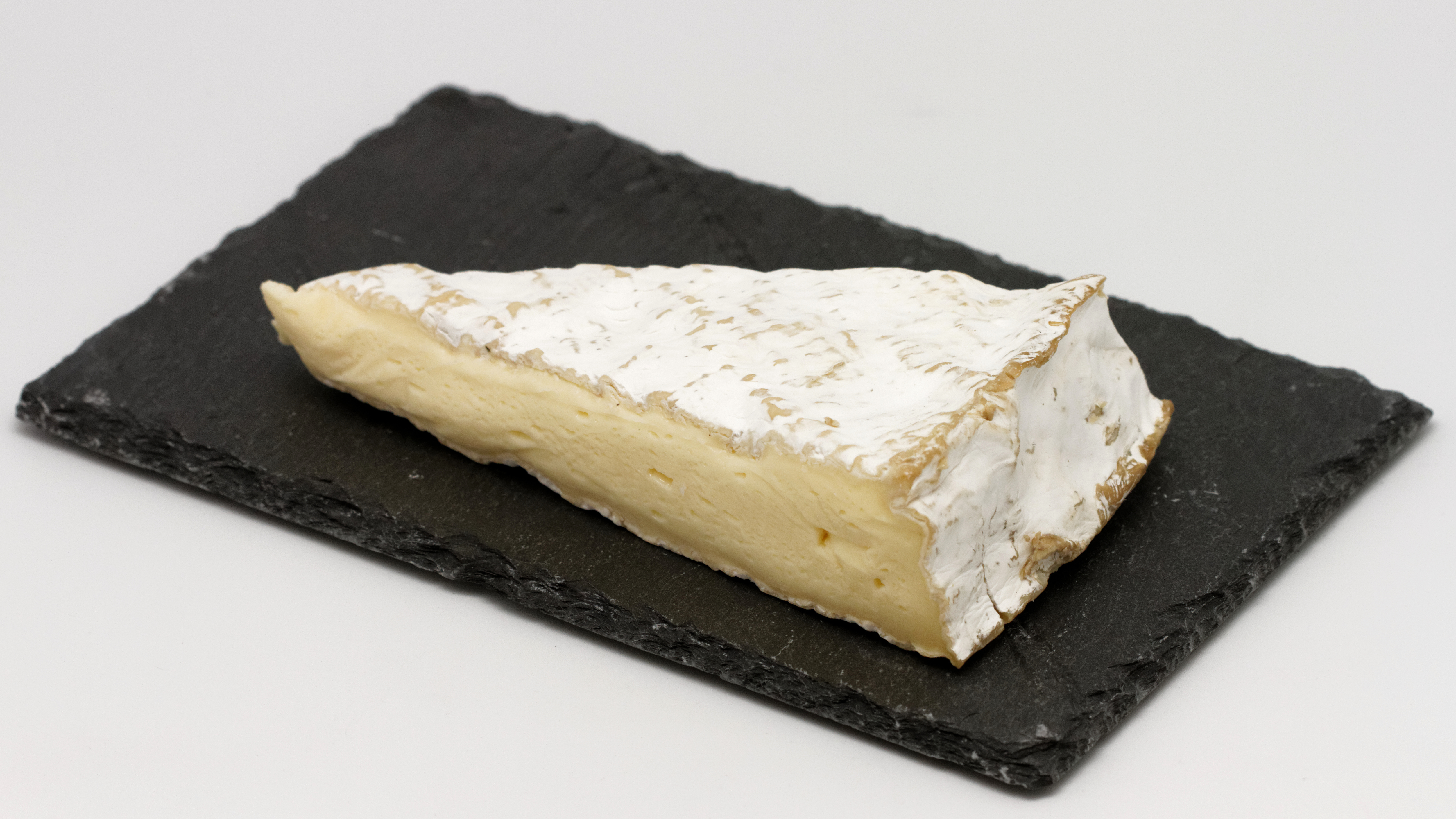
Brie

- Brugse Blomme
- Brusselse Kaas
- Flandrien Kaas
- Hervekaas
- Limburger
- Maredsous
- Orvalkaas
- Oud Brugge
- Passendale
- Paterskaas
- Plateau de Herve
- PostelPrince-Jean
- Remedou
- Rubenskaas
- Wijnendale

#### Andere
- Cyprus: Halloumi

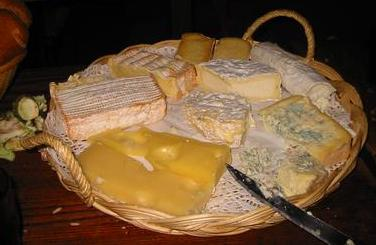
Franse kazen

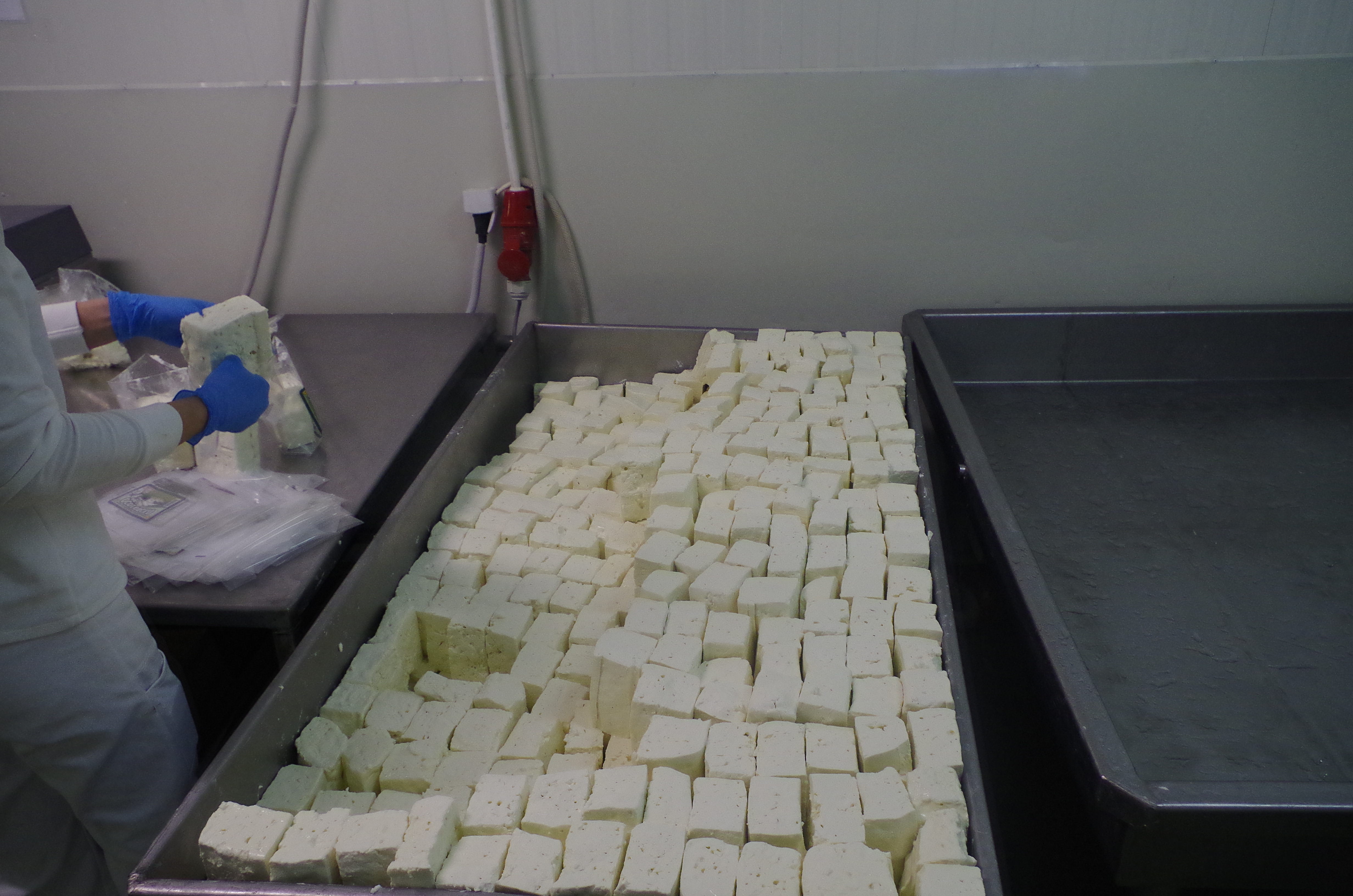
Witte Kaas uit Noord-Macedonië

- Denemarken: Castello Blue, Danbo, Danish Blue, Esrom, Havarti, Maribo, Mychelaa, Samsø
- Duitsland: Tilsiter
- Groot-Brittannië: zie voor een opsomming de lijst van Britse kazen
- Frankrijk: zie voor informatie het artikel over Franse kaas en voor een opsomming de lijst van Franse kazen. Sommige Franse kazen, zoals camembert worden niet in een pekelbad gelegd, maar er wordt direct zout aan de wrongel toegevoegd.[2]
- Griekenland: zie voor een opsomming lijst van Griekse kazen
- Iran en India: Paneer
- Italië: zie voor een opsomming de lijst van Italiaanse kazen
- Mongolië: jakkaas
- Oostenrijk: Bergkäse, Alpkäse, zie Kaascultuur in Vorarlberg
- Polen: Podlaski, Twaróg
- Spanje: zie voor een opsomming de lijst van Spaanse kazen
- Tsjechië: Hermelín, Olomoucké tvarůžky
- Zwitserland: zie voor een opsomming de lijst van Zwitserse kazen

## Vetarme kaas
Van al deze types zijn tegenwoordig 'light'-versies op de markt.
Toch zijn de vetarme kazen niet zo smakelijk als de oorspronkelijke kazen waaruit zij ontwikkeld zijn. De vetmassa speelt een essentiële rol in de textuur van een kaas en bevat chemische bestanddelen die aan elke kaas zijn karakter en specifieke smaakelementen geven. De zo verkregen kazen hebben dus een minder rijk aroma en smaaksensatie.
Daarnaast bestaat nog analoogkaas, een op kaas lijkend product dat vooral in kant-en-klaarmaaltijden wordt gebruikt. Als er ook echte kaas in zit verwerkt, is dit vaak niet duidelijk.

## Kaas en vegetarisme
Chymosine, een enzym dat noodzakelijk is voor het bereiden van kaas, wordt in de lebmaag van een kalf gemaakt om de moedermelk te kunnen verteren. Traditioneel wordt stremsel gewonnen uit de lebmaag van een geslacht nuchter kalf. Het is een duur en schaars product, reden waarom lang is gezocht naar een alternatief. Door toepassing van recombinant-DNA-technieken wordt chymosine thans ook geproduceerd door gistcellen, hetgeen gebruikt wordt als niet-dierlijk stremsel. Zodoende kan de betreffende kaas als vegetarisch worden gekwalificeerd.
Sommige soorten kaas, zoals de paneer uit India, zijn standaard vegetarisch. Dit heeft ermee te maken dat hindoes vaak uit religieuze overweging vegetariër zijn en uiteraard niet de kalveren van een heilige koe gaan slachten.

## Kaas en religie

### Islam
Aangezien het stremsel dat in kaas gebruikt wordt afkomstig kan zijn van een kalf dat niet halal geslacht is, zullen sommige moslims geen kaas eten. Anderen echter staan het toe aangezien het geen vlees is, maar slechts een bijproduct. Vegetarische kazen zijn wel halal.

### Jodendom
De joodse spijswetten geven aan wat koosjer is en wat niet en zijn gebaseerd op verschillende passages uit de Thora (Heilige Schrift). Wat betreft kaas zijn met name de volgende van belang:
Ten eerste een onderscheid tussen rein en onrein. Vlees en melk zijn alleen rein wanneer het afkomstig is van evenhoevige herkauwers: Leviticus 11:1-4: "De HEER zei tegen Mozes en Aäron: 'zeg tegen de Israëlieten: "Dit zijn de dieren die jullie mogen eten: van alles wat op het land leeft mogen jullie de dieren eten, die gespleten hoeven hebben - dus hoeven die helemaal gedeeld zijn - en bovendien hun voedsel herkauwen. Die mag je eten. Maar dieren die alleen herkauwen of alleen gespleten hoeven hebben mag je niet eten [...]"'".
Ten tweede vlees en melk mogen niet in combinatie met elkaar gegeten worden: Deuteronomium 14:21: "[...] U mag een geitbokje niet koken in de melk van zijn moeder". bij de productie van kaas wordt [traditioneel] echter vocht uit een van de magen van een kalf gebruikt dat nog geen gras heeft gegeten. Dat maakt dat elke dierlijk gestremde kaas niet koosjer (rein) is, omdat in zo'n kaas 'vlees' en melk wel zijn gecombineerd. Er moet overigens wel opgemerkt worden dat het Thoravers voor meer interpretaties vatbaar is, wat ook blijkt uit de verschillende standpunten in de rabbijnse literatuur en uit de verschillende eetgewoontes van verschillende joden.
Ten derde 'besmetting: iets reins kan onrein worden wanneer het in aanraking komt met iets dat onrein is, zoals in Leviticus 11:33-35: "Wanneer een kadaver in een aarden kruik wordt aangetroffen, is de inhoud onrein; de kruik moet worden stukgeslagen. Voedsel in een vat waarop een kadaver is aangetroffen is onrein wanneer het met water in aanraking is geweest; drank in zo'n vat is in alle gevallen onrein. Ook al het overige waarop het kadaver van een onrein dier wordt aangetroffen, is onrein. Ovens en kooktoestellen die met zo'n kadaver in aanraking zijn geweest, zijn en blijven onrein en moeten worden stukgeslagen."
Ten slotte hebben de rabbijnen besloten dat kaas toch niet gegeten mag worden wanneer de kaas niet onder rabbinaal toezicht is geproduceerd. Kaas moet dus altijd een hechsjer hebben dat zij O.R.T. (Onder Rabbinaal Toezicht) geproduceerd is, zodat de gelovigen er op kunnen vertrouwen dat de regels tijdens de productie niet zijn overtreden.

### Hindoeïsme
Volgens het hindoeïsme is een koe een heilig dier. Om die reden kan het stremsel niet afkomstig zijn van een geslacht kalf. Zij gebruiken in hun paneer daarom vaak citroen als stremsel.

## In taal en cultuur
- Willem Elsschot schreef de roman Kaas, over een kaashater die een kaashandel begon. Het is een boek met vele kaas-neologismen.
- Echte mannen eten geen kaas is een boek van Maria Mosterd.
- Wie heeft mijn kaas gepikt? is een boek over omgaan met verandering, geschreven door Spencer Johnson.
- Er is een spel dat boter-kaas-en-eieren heet.
- Kaas en Koos zijn twee figuren uit een gelijknamige kinderboekenreeks.
- Kaaskop (ook wel afgekort als kaas) is een pejoratieve uitdrukking voor een autochtone Nederlander.